# Pelopsis baloghi
Pelopsis baloghi är en kvalsterart som beskrevs av Behan-Peletier och Eamer 2003. Pelopsis baloghi ingår i släktet Pelopsis och familjen Punctoribatidae. Inga underarter finns listade i Catalogue of Life.